# Spojené státy americké na Zimních olympijských hrách 1960
Spojené státy americké na Zimních olympijských hrách 1960 reprezentovalo 79 sportovců (61 mužů a 18 žen) v 8 sportech.

## Medailisté
| Medaile | Jméno | Sport           | Disciplína        |
| ------- | --- | --------------- | ----------------- |
| Zlato   | David Jenkins | Krasobruslení   | Muži jednotlivci  |
| Zlato   | Carol Heissová | Krasobruslení   | Ženy jednotlivci  |
| Zlato   | Bill Christian Roger Christian Bill Cleary Bob Cleary Eugene Grazia Paul Johnson Jack Kirrane John Mayasich Jack McCartan Robert McVey Richard Meredith Weldon Olson Edwyn Owen Rodney Paavola Lawrence Palmer Richard Rodenheiser Tom Williams | Lední hokej     | Turnaj mužů       |
| Stříbro | Penny Pitou | Alpské lyžování | Ženy sjezd        |
| Stříbro | Penny Pitou | Alpské lyžování | Ženy obří slalom  |
| Stříbro | Betsy Snite | Alpské lyžování | Ženy slalom       |
| Stříbro | William Disney | Rychlobruslení  | Muži 500 m        |
| Bronz   | Barbara Roles | Krasobruslení   | Ženy jednotlivci  |
| Bronz   | Nancy Ludingtonová Ronald Ludington | Krasobruslení   | Sportovní dvojice |
| Bronz   | Jeanne Ashworthová | Rychlobruslení  | Ženy 500 m        |